# Riu de Farfanya
El riu de Farfanya és un riu de la Depressió central Catalana que desemboca al Segre per la dreta. Neix als vessants meridionals de la Serra de Millà, fruit de la unió dels barrancs d'Espinau i Sardina provinents del municipi d'Àger i les Avellanes i Santa Linya. Passa pels pobles de Tartareu, Os de Balaguer, Castelló de Farfanya i Menàrguens on poc després desemboca al Segre.